# Reto Stalder
Reto Stalder (* 1986 in Jegenstorf) ist ein Schweizer Schauspieler und Sprecher. Er betreibt ausserdem den Schweizer Finanzblog Finanzdepot und ist als Finanzberater tätig.

## Leben
Reto Stalder absolvierte erst eine Lehre als  Konstrukteur und bildete sich danach an der Hochschule der Künste Bern zum Schauspieler aus. Nebst verschiedenen Theaterprojekten spielte er unter anderem bei der Serie «Tag und Nacht» des Schweizer Fernsehens mit. Mit der Rolle des Fabio Testi in der Krimiserie Der Bestatter wurde er einem breiten Publikum bekannt.

## Filmografie (Auswahl)
- 2008: Tag und Nacht, TV-Serie
- 2016: Der grosse Sommer, Kinofilm
- 2013–2019: Der Bestatter, TV-Krimi-Serie
- 2020: WaPo Bodensee, TV-Serie
- 2021: CTRL ALL DEL (Webserie der ZHdK)[3]
- 2023: Der Bestatter – Der Film

## Hörspiel
- 2014: Forever in my Heart, Regie: Buschi Luginbühl, SRF
- 2015: Eigentlich möchte Frau Blum den Milchmann kennenlernen, Regie: Päivi Stalder, SRF
- 2015: Im Ausseralpinen, Regie: Wolfram Höll, SRF
- 2015: Riese-Riese-Gschichte, Regie: Päivi Stalder, SRF
- 2017: Die sieben Brüder, Regie: Päivi Stalder, SRF
- 2017: Giro '49, Regie: Wolfram Höll, SRF